# دلاکرویکس آیلند (لوئیزیانا)
دلاکرویکس آیلند (به انگلیسی: Delacroix Island) یک منطقهٔ مسکونی در ایالات متحده آمریکا است که در لوئیزیانا واقع شده‌است.